# Perilissus rufoniger
Perilissus rufoniger är en stekelart som först beskrevs av Johann Ludwig Christian Gravenhorst 1820.  Perilissus rufoniger ingår i släktet Perilissus och familjen brokparasitsteklar. Arten är reproducerande i Sverige. Utöver nominatformen finns också underarten P. r. altaitor.